# Charles Henry O'Donoghue
Charles Henry O'Donoghue (Bedfordshire, 23 settembre 1885 – Reading, 28 novembre 1961) è stato uno zoologo e malacologo britannico.
Le sue pubblicazioni trattano principalmente di lumache di mare e ha anche nominato un certo numero di Bryozoa. Una raccolta di oltre 700 articoli lasciati all'Università di Reading è conosciuta come la O'Donoghue Collection.

## Biografia
O'Donoghue nacque nel Bedfordshire, contea dell'Inghilterra orientale, il 23 settembre 1885, figlio di Charles Henry O'Donoghue (senior). Appassionatosi del mondo della natura terminò gli studi all'Università di Londra.
Dopo aver conseguito la laurea, dal 1918 al 1927 fu professore di zoologia presso l'Università di Manitoba. Dal 1923 ha inoltre ricoperto l'incarico di direttore della Marine Biological Station a Nanaimo, nell'isola di Vancouver, nella provincia della Columbia Britannica, Canada. Ha anche contribuito a fondare, sempre nella Columbia Britannica, le stazioni di ricerca di Prince Rupert e del lago Cultus. Nel 1928 divenne Lettore di storia naturale presso l'Università di Edimburgo.
Nel 1928 fu eletto socio della Royal Society di Edimburgo. I suoi proponenti furono James Hartley Ashworth, John Stephenson, Robert Stewart MacDougall e James Ritchie. Ha vinto il Neill Prize della Society per il periodo 1929/31. Dal 1933 al 1936 fu presidente della Royal Physical Society di Edimburgo.
Nel 1939 si trasferì in Inghilterra come professore di zoologia presso l'Università di Reading, in sostituzione di Francis Cole. Nel 1948 fu presidente della Science Technologists Association.
Ha insegnato a Winnipeg, Canada, ed Edimburgo, Scozia. La maggior parte delle specie che ha descritto proveniva dal Pacifico nord-occidentale del Canada.
Morì a Reading, Berkshire, il 28 novembre 1961.

## Taxa
Le specie chiamate in suo onore includono:
- Acanthobothrium odonoghuei Campbell & Beveridge, 2002 - un platelminta (verme piatto)
- Cradoscrupocellaria odonoghuei Vieira, Spencer Jones & Winston, 2013 - un Bryozoa
- Doris odonoghuei Steinberg, 1963 - un mollusco gasteropode nudibranco
- Prochristianella odonoghuei Beveridge, 1990 - un platelminta

Il World Register of Marine Species (WoRMS) elenca 186 taxa di organismi marini classificati da O'Donoghue.

## Opere
Libri
- Zoomorphology (1917)
- An Introduction to Zoology (1921)
- The Fishery Grounds Near Alexandria: Bryozoa (1939)

Articoli
Articoli scientifici pubblicati da Charles O'Donoghue includono:
- O'Donoghue, Charles Henry. 1921. Nudibranchiate Mollusca from the Vancouver Island region. Transactions of the Royal Canadian Institute 13(1):147-209, pls. 7-11 [1-5].
- O'Donoghue, C. H. 1922. Notes on the nudibranchiate Mollusca from the Vancouver Island region. I. Colour variations. Transactions of the Royal Canadian Institute 14(1):123-130, pl. 2.
- O'Donoghue, C. H. 1922a. Notes on the nudibranchiate Mollusca from the Vancouver Island region. III. Records of species and distribution. Transactions of the Royal Canadian Institute 14(1):145-167, pls. 5-6.
- O'Donoghue, C. H. 1922b. Notes on the taxonomy of nudibranchiate Mollusca from the Pacific coast of North America. I. On the identification of Cavolina (i.e. Hermissenda) crassicornis of Eschscholtz. Nautilus 35(3):74-77.
- O'Donoghue, C. H. 1922c. Notes on the taxonomy of nudibranchiate Mollusca from the Pacific coast of North America. Proceedings of the Malacological Society of London 15(2,3):133-150.
  - I On Cavolina crassicornis and C. subrosacea, of Eschscholtz, pp. 133–136.
  - II On the genus Triopha, Bergh, pp. 136–138.
  - III On Flabellina (Aeolis) iodinea, Cooper, and on Thecacera velox, Cockerell, pp. 138–140.
  - IV On Janolus (Aeolis) barbarensis, Cooper, and on the Aeolidia herculea of Bergh, pp. 140–142.
  - V On the family Doriopsidae (Doridopsidae), pp. 142–145.
  - VI On Fiona marina, Forskal, pp. 145–147.
  - VII On Melibe (Chioraera) leonina, Gould, pp. 147–150.
- O'Donoghue, C. H. 1924. Notes on the nudibranchiate Mollusca from the Vancouver Island region. IV. Additional species and records. Transactions of the Royal Canadian Institute 15(1):1-33, pls. 1-2.
- O'Donoghue, C. H. 1924a. Report on Opisthobranchiata from the Abrolhos Islands, Western Australia, with description of a new parasitic copepod. Journal of the Linnean Society of London 35:521-579, pls. 27-30.
- O'Donoghue, C. H. 1926. A list of the nudibranchiate Mollusca recorded from the Pacific coast of North America, with notes on their distribution. Transactions of the Royal Canadian Institute 15(2):199-247.
- O'Donoghue, C. H. 1926a. On the status of the nudibranch genera Amphorina, Cratena, Eubranchus, and Galvina. Proceedings of the Malacological Society of London 17(3):127-131.
- O'Donoghue, C. H. 1927. Notes on the nudibranchiate Mollusca from the Vancouver Island region. V. Two new species and one new record. Transactions of the Royal Canadian Institute 16(1):1-12, pl. 1.
- O'Donoghue, C. H. 1927a. Notes on a collection of nudibranchs from Laguna Beach, California. Journal of Entomology & Zoology, Pomona College 19(1-4):77-119, pls. 1-3.
- O'Donoghue, C. H. 1929. XXXVIII. Report on the Opisthobranchia. In: Zoological results of the Cambridge Expedition to the Suez Canal, 1924. Transactions of the Zoological Society of London. 22(6):713-841.
- O'Donoghue, C. H. 1929a. Opisthobranchiate Mollusca collected by the South African Marine Biological Survey. Union of South Africa. Fisheries & Marine Biological Survey Report No. 7 for the year ending June 1929, pp. 1–84, pls. 1-8. Special Reports No. 1.
- O'Donoghue, C. H. 1932. Notes on Nudibranchiata from southern India. Proceedings of the Malacological Society of London 20:141-166.
- O'Donoghue, C. H. 1933. Kelaart's work on the Nudibranchiata of Ceylon. Proceedings of the Malacological Society of London 20(4):221-226, pl. 19.
- O'Donoghue, C. H., & Elsie O'DONOGHUE. 1922. Notes on the nudibranchiate Mollusca of the Vancouver Island region. II. The spawn of certain species. Transactions of the Royal Canadian Institute 14(1):131-143, pls. 3-4.
- O'Donoghue, C. H., & Kathleen M. WHITE. 1940. A collection of marine molluscs, mainly opisthobranchs, from Palestine. Proceedings of the Malacological Society of London 24(3):92-96.

| O'Donoghue è l'abbreviazione standard utilizzata per le specie animali descritte da Charles Henry O'Donoghue. Categoria:Taxa classificati da Charles Henry O'Donoghue |